# Gyömrő környéki gyilkosságok
A Gyömrő környéki gyilkosságok 1945. február elejétől április végéig a Pest vármegyei Gyömrői járásban az önszerveződő kommunista rendőrség által elkövetett gyilkosságsorozat.

## Története

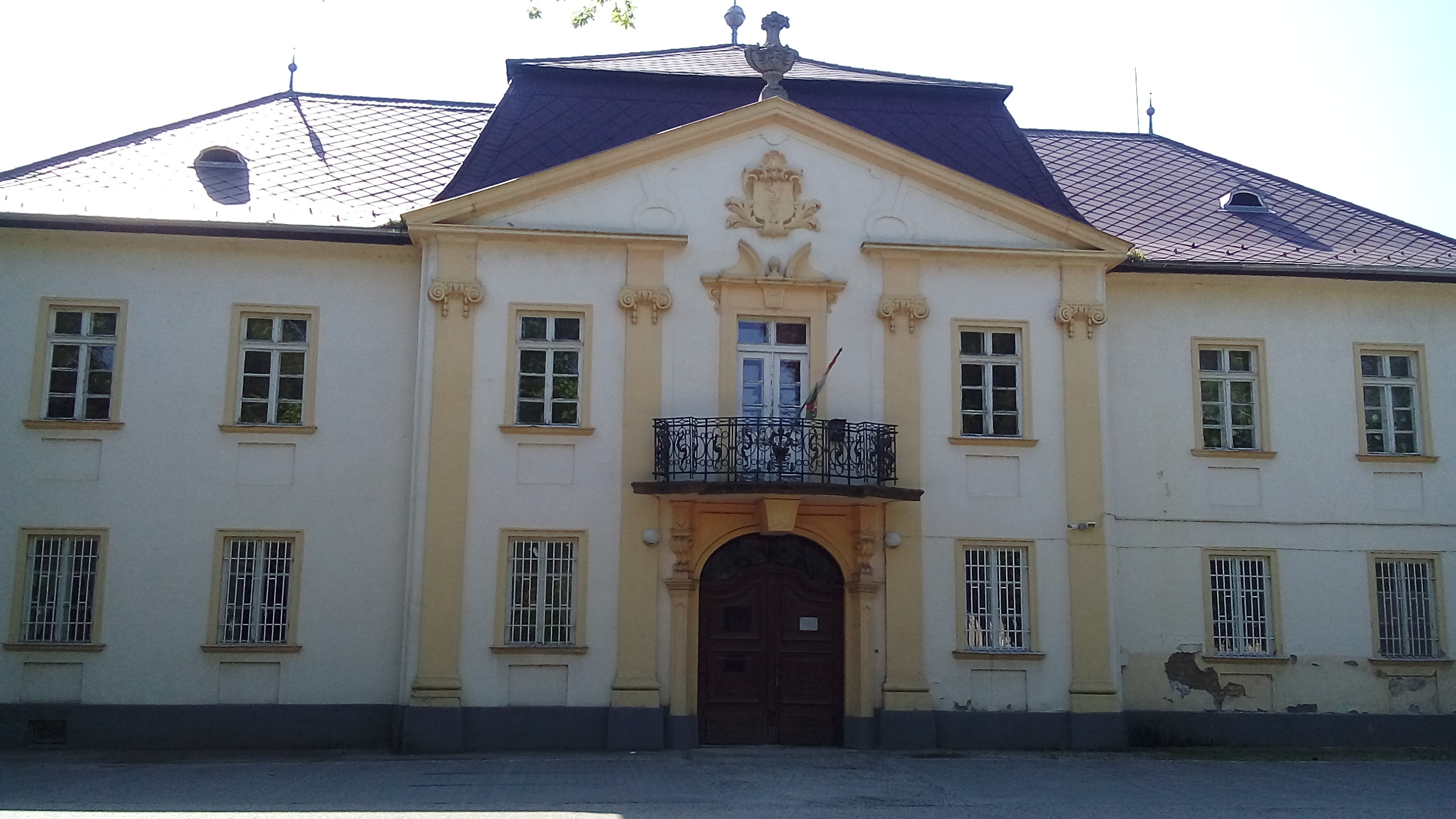
Az egykori Főszolgabírói Hivatal épülete, a borzalmak egy részének színtere

A második világháború végén Budapest ostroma során a fővárossal együtt Pest megye települései is a szovjet és román hadsereg prédájává váltak. Az Ideiglenes Nemzeti Kormány belügyi tárcáját a Nemzeti Parasztpárt kommunistákhoz is közel álló politikusa, Erdei Ferenc kapta meg. Már ezt megelőzően a gyömrői „direktórium” a járás többi településére is igyekezett kiterjeszteni szélsőséges nézeteit. „Sorra alakították az MKP alapszervezeteit, a rendőri szerveket, a közigazgatást – de ezek a szervezetek sehol sem váltak el élesen egymástól, és sehol nem szolgáltak valós közérdeket. Ráadásul semmiféle központi irányelvet nem követtek. Ők mindeközben rekviráltak, randalíroztak, terrorizálták a községek lakóit.”
1945 januárjában valódi baloldali személyek megpróbálták lefegyverezni a politikai kalandorokat, a szovjet NKVD azonban a „direktórium” híveit támogatta. A kísérlet a normális közigazgatás megteremtésére a hatalom önjelölt vezetőit arra késztette, hogy a közigazgatásba esetleg visszakerülő – a települések szimpátiáját megtartó, a nehéz időkben emberséget tanúsító – személyeket magukra nézve veszélyesnek minősítsék, s ebből fakadóan fizikai megsemmisítésüket határozták el.
Azzal, hogy sok helyütt zsidók kerültek a párton belül és a közigazgatásban vezető beosztásba, a lakosság körében lábra kapott az a nézet, hogy majd most állnak bosszút a holokausztért. Nem ritkán bűnözői múlttal a hátuk mögötti egyének azonnal az elnyomó gépezet fogaskerekeivé váltak. A magyarországi Tanácsköztársaság egykori helyi aktivistái is színre léptek. A Gyömrő nagyközségben belőlük verbuválódott direktórium ún. „rendőrséget” alakított bosszút akarván állni az előző rendszer mindenféle rendű és rangú képviselőin. Akire a direktórium bármelyik tagja haragudott valamiért, az halál fia volt. 1945. február elejétől április végéig Gyömrőről és hét környékbeli faluból internálás címén különböző ürügyekkel elhurcolták, megkínozták és meggyilkolták a Horthy-rendszer helyi képviselőit: földbirtokosokat, irodatiszteket, papokat, jegyzőket, főjegyzőket, egy járásbírót, egy vendéglőtulajdonost, egy uradalmi intézőt, még egy postamestert is. Kegyetlen megkínzásuk után, minden jogi eljárást mellőzve meggyilkoltak – az azóta lezárult ügyészségi jelentés szerint – legalább huszonnyolc személyt. A köztudatban közel száz áldozat él. Csaba Gyula Péteri evangélikus alesperesét például egy 1919-es cselekedeteiért hivatásától eltiltott kántortanító indítványára keresztre feszítették, miután szemeit kiszúrták, nyelvét és nemi szervét levágták. Maglódon Diószegi István főjegyző, Zambelly Béla Vilmos közigazgatási jegyző, dr. Bellus János járásbíró és Juhász Sándor irodatiszt esett áldozatául az önkénynek. Voltak, akiket derékig földbe ástak, és lovakkal tiportatták halálra őket. Kiss Sándor tanítóra, aki leventeoktató volt, úgy ráijesztettek, hogy hazatérve inkább felakasztotta magát a padláson, mint hogy halálra kínozzák. Bajnóczy András, Úri község főjegyzőjének holttestét meg(gy)alázó pózban, a vasúti töltés alatt földelték el.
„Közel laktunk a főszolgabíró hivatalához, éjszaka hallottam az áldozatok üvöltését, mert egyeseket a járásból meg is kínoztak. Straub János postamester volt, rendes ember, Soponyai Gyula a Halászkert nevű kedélyes vendéglő tulajdonosa volt. Őket az elsők között fogták le majd mindkettőjüket a helyi strand mellett barbár módon meggyilkolták. Az exhumálásnál kiderült, Soponyai Gyulát élve temették el, sarkába patkószeget vertek.”
1946 februárjában Futó Dezső kisgazdapárti országgyűlési képviselő, mivel hiába írt panaszlevelet a korszak két miniszterelnökéhez is, az Országgyűlésben interpellált, de sem szóban, sem írásban nem kapott választ. Csak a magyarországi rendszerváltozás után nyílt arra lehetőség, hogy az Országházban ez az ügy újból napirendre kerüljön, 1992-ben dr. Török Gábor MDF-es honatya interpellált ez ügyben. Boross Péter belügyminiszter az állam nevében megkövette az áldozatok még életben lévő hozzátartozóit.
Az egykori Főszolgabírói Hivatal (ma iskola) falán tábla emlékeztet a Gyömrői járás területén esett politikai gyilkosságok áldozataira.
A Kossuth Rádióban elhangzott, e témával foglalkozó rádióriportban Futó Dezső volt nemzetgyűlési és országgyűlési képviselő, újságíró nyilatkozta:
„1945 áprilisában, ill májusában hallottam, hogy gyilkosságok történtek Gyömrőn. Amikor a szovjet csapatok elfoglalták Gyömrőt, 2-3 hét múlva továbbmentek, hátrahagyva egy néhány tagból álló különítményt, amelynek a parancsnoka egy törzsőrmester volt, és megszervezték a helyi kvázi-rendőrséget azokból, akik kommunistáknak vallották magukat. Ezek az emberek proletárok voltak, és mindegyiküknek volt személyes sérelme, amely szerintük bosszúért kiáltott, és amint lehetőségük volt, bosszút is álltak. A Gyömrői járásban sok embert meggyilkoltak.”
A rádióriportban hallható még: „Krupka Jakab 1919-es kommunista-veterán. Magára öltött egy rendőrtiszti egyenruhát és azt mondta (a 19-es események megtorlása miatt): most megtisztítjuk a Gyömrői járást a vezető uraktól. Apám és társai semmit sem tettek az említett (19-es) időszakban, ez a koruk miatt sem lehetett. A tettesek olyan emberek voltak, akik dolgozni sem és tanulni sem szerettek.”
Kisfaludy András filmrendező 2002-ben Gyömrői gyilkosságok címmel 63 perces dokumentumfilmet forgatott a bestiális gyilkosságsorozatról. A meggyilkoltak hozzátartozói később évtizedeken át rettegésben, félelemben, megaláztatásban éltek. A forgatás idején is volt olyan, aki megtagadta a szereplést.
A gyilkosok sosem kapták meg méltó büntetésüket, a kommunista vezetés a történteket eltussolta, 1948-ban pedig Tildy Zoltán amnesztiarendeletet is kiadott számukra.

### Az elkövetők
A Kossuth Rádióban elhangzott riport szerint a direktórium vezetésében voltak:
- Schwarzstein Tibor (később Sásdira magyarosított) budapesti illetőségű, bárzongorista, (vörös karszalaggal kihirdette helyben a proletárdiktatúrát, amikor a szovjeteket tudta a háta mögött)
- Schwarzstein József, Tibor öccse
- Krupka Jakab 19-es kommunista
- Eizer Károly fakereskedő
- Deák (régi nevén Deutsch) Imre kárpitos
- Balczer István (a nevelőszülei családi nevén szerepel), később rendőrkapitány
- Herzfeld (aki a megcsonkított, keresztre feszített lelkészt agyonlőtte)

Egy gyömrői asszony vallomása szerint az Eizer nevű fatelepes volt a főkolompos. „Ezt a családi vállalkozást »Eizer direktórium«-nak nevezték, amibe különböző emberek vettek részt. Azokat tudták ebbe belerángatni, akiknek valamilyen módon volt ellensége. Akikről tudomásom van és részt vettek benne, az Bacher Károly, a Balczer, Krupka Jakab, Majszin Ferenc, a Schwarzstein testvérek, Gér Ferenc. Aztán Péterfi József, aki keresztény fejekkel akarta kirakni a Steinmetz utat.” (Ahogy korábban a nyilasok zsidó fejekkel akarták kirakni az Andrássy utat)  Más a rádióriportban úgy nyilatkozik, hogy a gyilkosságok irányítói a Schwarzstein testvérek voltak, a „főkolompos”: Balczer István.
Skulányik János rendőrparancsnok és Németh István párttitkár életük végéig élvezték a szocialista állam által számukra biztosított előnyeit, míg pl. az általuk meggyilkolt ötgyermekes Pinnyei Lajos főjegyző családja éhezett és a gyerekek iskoláikat is csak egyházi és embertársi segítséggel tudták elvégezni.

### Egy jellemző eset
Dr. gróf Révay József az 1945 áprilisában elkövetett Gyömrő környéki gyilkosságok egyik áldozata. A tudós, emberséges, élsportoló gróf a háború végén, rossz anyagi körülmények közt, édesanyjával tengődött Budapesten. Úri faluban, anyai nagybátyjától, Szapáry Józseftől örökölt és gyömrőieknek haszonbérletbe kiadott birtoka volt. Mivel a Pázmány Péter Tudományegyeremen díjazás nélkül oktatott, megélhetésük fedezésére azt tervezte, hogy birtokából házhelyeket ad el gyömrőieknek. Ennek megvalósítására március elején Úriba ment, hogy megkapja a parcellázáshoz szükséges engedélyt. Április közepén, Úriban, gróf Coronini Jánoséknál mint vendég vacsorázott. A gyömrői kommunisták, a házigazdával együtt letartóztatták. Hét napon át „kihallgatták”, majd minden bizonnyal április 19-én mindkettőjüket meggyilkolták. 1945 szeptemberében, amikor holttestük előkerült, az orvosszakértő, haláluk okaként, fejlövésből származó agyroncsolást állapított meg. Zsebében megtalálták Rákosi Mátyás menlevelét, miszerint a helyi hatóságok támogatását kéri a gróf élelembeszerző útjához.
…„az különböztette meg a többiektől, hogy arisztokratikus egyéniség volt, nem származásánál, hanem alkatánál fogva. Egyaránt kirítt a grófok és a burzsoák közül, a származásából és helyzetéből eredő, társadalmi határokat úgy lépte át, hogy észre sem vette. Minthogy természete, alkata, jelleme, gondolkodásmódja, érzésvilága, röviden: lénye a szó etikai értelmében nemes volt, minden csoportképződmény fölött állt. Nem tehetett róla. Semmi távolságot nem tartott, mégis, ha kissé meghittebb közelségbe került vele az ember, úgy érezte magát mintha magaslati levegőben lenne…”
„Alakját, míg élt, finom valószínűtlenség lebegte körül. A finomság emberi lényéből áradt, az emberi jóságnak ritkán tapasztalható, kissé irreális felsőfokából. Valószínűtlensége olyan volt, mint minő az Eötvös József szabású arisztokratáké lehetett: a főrendé, aki… osztályon kívül maradva sokkal közelebb kerül az osztálynélküliség eszményéhez, mint a kisnemesek, polgárok és kispolgárok népes társasága… vibrált minden írásában a dialektika magas feszültsége… nem tudta realizálni azt… Mint aki bosszankodva észleli, hogy népes társaságban egymaga visel szmokingot: szerényen visszahúzódva, rangrejtve járt az emberek között. Mint filozófust ugyancsak az illúzióktól mentes emelkedettség, a végsőkig menő kritikai analízis jellemezte. Az illuzionista álmegoldások helyett inkább a dialektikus feszültségek nyugtalanító, de tiszta atmoszférájába űzte a problémákat. Későnérő, töprengő, örök távlatokra beállított tudós volt s emellett elsőrangú képességű festőművész. A művész életformáját hagyta ott a filozófus életformája kedvéért. A filozófuséért, akinek élete praeparatio ad mortem…”
Gróf Révay József és őt két évvel túlélő idős édesanyja, gróf Révay Simonné (született gróf Szapáry Ilma) a budapesti Farkasréti temető 17/2 számú parcellájában nyugodnak.